# Daniel Dagallier
Daniel Dagallier (Trévoux, 11 giugno 1926) è un ex schermidore francese, vincitore di una medaglia di bronzo nella scherma ai giochi olimpici.